# Czerwonka (powiat ełcki)
Czerwonka (niem. Czerwonken, 1932–1945 Rotbach) – wieś w Polsce położona w województwie warmińsko-mazurskim, w powiecie ełckim, w gminie Stare Juchy.
W latach 1975–1998 miejscowość należała administracyjnie do województwa suwalskiego.